# Рожевий пройдисвіт
«Рожевий пройдисвіт» (англ. The Pink Phink) — американський анімаційний короткометражний комедійний фільм 1964 року, знятий Фріцом Фрілінґом і Гоулі Преттом. Це перша анімаційна короткометражка, в якій з'являється Рожева пантера Блейка Едвардса.

## Сюжет
Рожева пантера та невідомий маляр (пізніше «Маленький чоловічок») сперечаються через те, в який колір повинен бути пофарбований будинок — синій або рожевий. Кожен раз, коли маляр намагається пофарбувати щось у синій колір, пантера його залишає у дурнях. Зрештою, маляр ненароком фарбує будинок і все навколо нього у рожевий колір, а пантера оселяється у будинку. Але спершу він фарбує маляра у рожевий, і той засмучено б'ється головою об поштову скриньку. Тим часом Рожева пантера йде у свій новий дім.

## Визнання
«Рожевий пройдисвіт» став першим анімаційним короткометражним фільмом про Рожеву пантеру студії DePatie-Freleng Enterprises. За нього вона отримала премію «Оскар» як найкращий анімаційний короткометражний фільм. Це єдиний випадок, коли студія отримала «Оскар» за свій перший анімаційний короткометражний фільм.
| Нагороди та номінації фільму «Рожевий пройдисвіт» | Нагороди та номінації фільму «Рожевий пройдисвіт» | Нагороди та номінації фільму «Рожевий пройдисвіт» | Нагороди та номінації фільму «Рожевий пройдисвіт» | Нагороди та номінації фільму «Рожевий пройдисвіт» | Нагороди та номінації фільму «Рожевий пройдисвіт» |
| Рік                                               | Нагорода                                          | Категорія                                         | Номінант                                          | Результат                                         |                                                   |
| ------------------------------------------------- | ------------------------------------------------- | ------------------------------------------------- | ------------------------------------------------- | ------------------------------------------------- | ------------------------------------------------- |
| 1965                                              | Премія «Оскар» 1965                               | Найкращий анімаційний короткометражний фільм      | «Рожевий пройдисвіт»                              | Перемога                                          |                                                   |